# Zasada niesprzeczności bytu
Zasada niesprzeczności bytu – zasada, według której byt nie jest niebytem, każdy byt nie jest tym, czym nie jest. Zasada tak sformułowana wpisuje się w polską tradycje myśli tomistycznej, reprezentowanej m.in. przez o. Mieczysława Krąpca oraz ks. Franciszka Gruszkę. 
Zasada niesprzeczności bytu opiera się na dwóch głównych zagadnieniach filozoficznych: zasadzie niesprzeczności mającej swe korzenie u Arystotelesa oraz pojęciu tożsamość bytu, którego klasyczna wersja znajduje się w pismach Leibniza. 

## Treść zasady
Wszystko to, co posiada określoną treść  jest współmiernie istniejące, nie jest czymś takim, co nie posiada określonej treści i nie jest istniejące niewspółmiernie. Byt nie jest więc sprowadzalny do tego, czym nie jest. Między bytem, a niebytem zachodzi stosunek wykluczania się. Zasada niesprzeczności jest także zasadą  logiczną: nie można w tym samym względzie coś twierdzić i temu zaprzeczać. Niesprowadzalność bytu do niebytu ma swoje źródło w sferze egzystencjalnej bytu. Istnienie i nieistnienie są biegunami w zasadzie niesprzeczności. Zasada ta wtórnie dotyczy także treści (coś nie może być czarne i nie czarne). Nie ma pojęcia absolutnego niebytu – jest tylko skrót sądu, że coś nie istnieje, pojęcie puste, pozbawione treści. Transcendentalna jedność bytu to jego wewnętrzna niepodzielność na byt i niebyt. Ma ona wiele postaci – jest jednością analogiczną. Im byt doskonalszy, tym doskonalsza jedność.

## Odmiany jedności transcendentalnej
- jedność bytu prostego (jedność absolutna),
- jedność bytu złożonego (jedność względna):
- jedność bytu substancjalnego (właściwa jedność transcendentalna),
- jedność bytu przypadłościowego (nie istnieje sama w sobie np. rocznik).

Jedność transcendentalna nie oznacza całkowitej niezmienności bytu. 

## Formy przeciwstawności
- sprzeczność (białe i nie białe),
- przeciwieństwo (białe i czarne),
- przeciwstawność braku (widzący i ślepy).

Tylko przeciwstawność o charakterze sprzeczności oznacza całkowite zniszczenie bytowości.

## Rodzaje sprzeczności
1. Całkowita negacja bytu rozumianego analogicznie – to zasada niesprzeczności, która stwierdza niebyt jako całkowite zaprzeczenie bytu.
2. Negacja bytu partykularnego – szczegółowo określonego np. nie człowiek jest niebytem tylko w stosunku do człowieka.
3. Negacja samego aktu, przez który, w danym aspekcie byt jest realizowany. Np. „ktoś jest niemądry” – nie mądrość jest tu zaprzeczeniem tylko mądrości: jest to niebyt tylko w danym aspekcie.

## Jedność nietranscendentalna – jedność bytu jako określonego (określonej treści)
1. Jedność myślna – przysługuje bytom będącym jedynie pomyślanymi treściami np. pojęcie „człowiek” posiada jedność, gdyż jako określona treść nie może nie mieć treści (być nie człowiekiem).
2. Jedność rzeczywista – jest właściwością bytu, który jest już w pewien sposób określony:

- od strony formalnej np. jedność człowieka jako człowieka: człowiek jako określony byt nie może być nie człowiekiem o tych właśnie określonych właściwościach,
- od strony materialnej – jedność ilościowa (numeryczna): jestem jednym człowiekiem w ujęciu ilościowym.

Jedność jako zasada liczb występuje tam, gdzie zachodzi jakieś powtarzanie się, a więc w bytach materialnych (można je mierzyć). Tak pojęta jedność jest zasadą miary, według której mierzymy długość, masę i czas. Mając do czynienia z jednością ilościową, znajdujemy się na poziomie abstrakcji matematycznej. Nie jest to więc jedność transcendentalna, lecz kategorialna. 

## Różnice i ich rodzaje
1. Różnica realna – zachodzi między poszczególnymi realnymi bytami lub ich cechami składowymi.
2. Różnica myślna – zachodzi ze względu na sam sposób poznania jednego i tego samego bytu:

- czysto myślna – gdy przedmioty ani materialnie ani formalnie nie różnią się, a różnica płynie z samego myślowego ujęcia,
- wirtualna – zachodzi między dwoma formalnie różnymi aspektami tego samego przedmiotu,
- większa – gdy przedmioty formalne, które zachodzą w tym samym materialnym przedmiocie mogą samodzielnie się realizować w innych przedmiotach (jedna dusza jest jednocześnie i rozumna i zmysłowa, zaś rozumność i zmysłowość mogą występować w innych bytach oddzielnie),
- mniejsza – gdy w tym samym bycie są różne przedmioty formalne, które zawsze występują razem (zachodzi między właściwościami transcendentalnymi, które zawsze występują razem).